# Flora en fauna

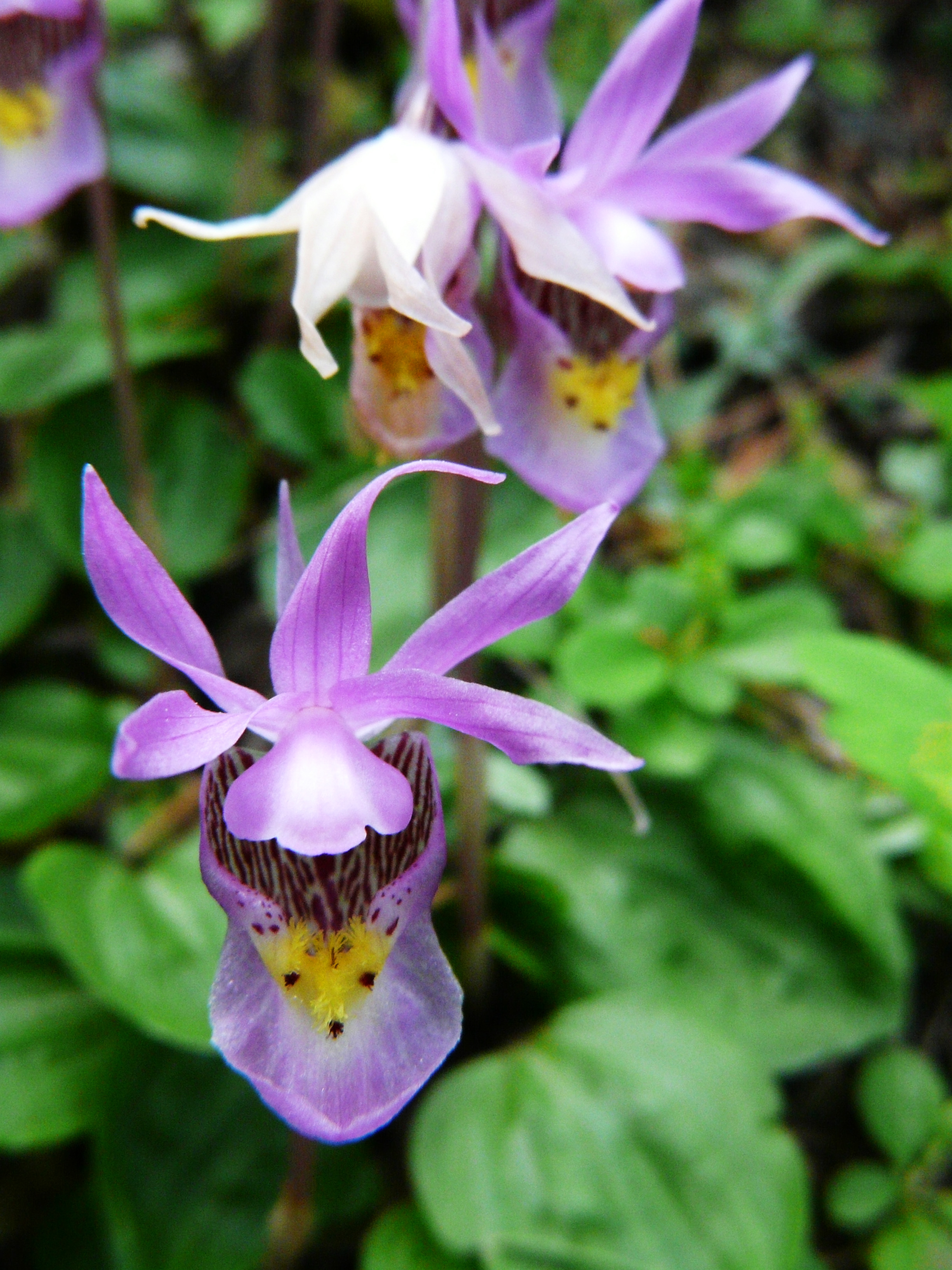
Flora

Fauna

Flora en fauna, fauna en flora in Vlaanderen, is een informele vaste uitdrukking, waarmee gedoeld wordt op alle planten en dieren die in een bepaalde streek of periode voorkomen of voorkwamen. Flora duidt op de vertegenwoordigers van het plantenrijk, fauna op de vertegenwoordigers van het dierenrijk. De schimmels worden daarbij tot de flora gerekend. De vastlegging, bestudering en verklaring van fauna en flora heten respectievelijk faunistiek en floristiek.

## Verklaring van de namen
In de Romeinse mythologie is Flora de godin van de bloemen en de lente. In oudere teksten kun je de uitdrukking Flora's kinderen tegenkomen, waarmee bloemen wordt bedoeld. In de Romeinse mythologie is Fauna de vruchtbaarheidsgodin. 

## Flora
Er zijn veel samenstellingen met dit woord, zoals alpenflora, oerwoudflora, bermflora. Met het begrip  wordt in engere zin een boek of een lijst aangeduid dat een opsomming of beschrijving van de planten in een bepaalde streek of periode bevat. De tak van de wetenschap die zich primair bezighoudt met de flora is de floristiek, een onderdeel van de plantengeografie.

## Fauna
Fauna is in hedendaags Nederlands het woord voor de verzameling dieren die in een bepaald gebied of periode voorkomen. De term wordt soms gebruikt in samenstellingen: woestijnfauna, diepzeefauna, steppefauna enz. Het woord fauna wordt ook gebruikt voor een boek waarin het dierenleven in een bepaald gebied of periode wordt beschreven. De term werd het eerst gebruikt door Linnaeus in de titel van zijn werk uit 1746: Fauna Suecica. De wetenschap die zich primair met de fauna bezighoudt, is de dierkunde of zoölogie.